# Harmath Emma

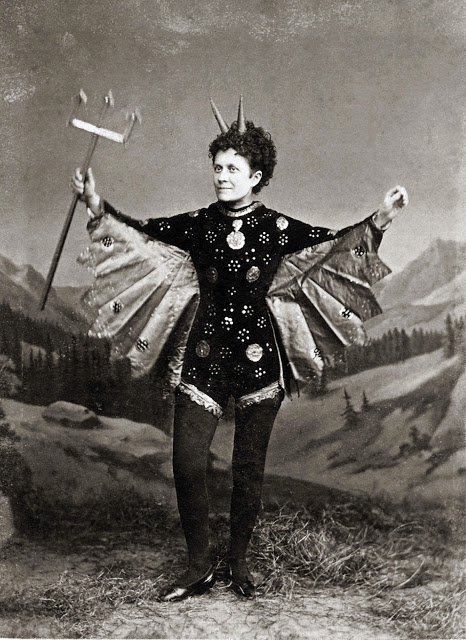
Harmath Emma

Bényeiné Harmath Emma, Harmati (Gyöngyös, 1843. június 17. – Budapest, 1915. április 30.) énekesnő.

## Életútja
Atyja Harmath (Harmati) Sándor színész, súgó, anyja Pénteki Rózsi (Rozália), primadonna. Keresztszülei: Abday Sándor színigazgató és Böszörményi Johanna. Testvérei: Harmath Ida, később Szilágyi Béláné és Ferenc, szintén a színipályán működtek. Már 14 éves korában játszott színpadon, Latabár Endrénél, a miskolci színház megnyitásakor, 10 forint fizetés mellett karvezető volt. »Nagy reményekre jogosít, mert gyönyörű, zengzetes hangja sokban emlékeztet az egykori Hivatal Anikóra«, — írja a Hölgyfutár 1854. december 22-én. 1859. októberben a Nemzeti Színház szerződtette. Ezután Budán is játszott, később Pesten, a Miklóssy-színházban és Krecsányi Saroltával együtt megkedveltette a főváros közönségével az operettet.
1863. október 10-én Budán, az alsóvízivárosi plébánián férjhez ment Bényei Istvánhoz, aki már akkor ismert nevű igazgató volt és bejárta vele az egész országot, fellépett Miskolcon, Szegeden, Győrött és Erdélyben. Megfordult férje társulatával Bécsben is és egy kiválóbb sikere után a Karl Theater szerződtetni is akarta. 1883-ban Bogyó Alajos társulatánál adott elő Nyitrán.
1896. január havában nyugdíjba ment.

## Fontosabb szerepei
- Boulotte (Offenbach: Kékszakáll)
- Ganymed (Suppé: Szép Galathea)
- Paméla (Dunanan apó)
- Roland (Fecsegők)
- Rózsi (Honvédhuszárok)
- Marcsa (Tündérlak Magyarhonban)
- Chouffleuri úr és »Tíz leány«-ban a főszerepek